# Thomas Vanoppen
Thomas Vanoppen (19 september 1999) is een Belgische atleet, die gespecialiseerd is in de middellange afstand en het veldlopen.

## Loopbaan
Vanoppen nam in 2018 deel aan de Europese kampioenschappen veldlopen U20 in Tilburg. Hij eindigde 84e.
In 2020 veroverde Vanoppen op de 1500 m voor het eerst een medaille op de Belgische kampioenschappen. Het jaar nadien kon hij zich op hetzelfde nummer plaatsen voor de Europese kampioenschappen U23 in Tallinn. Hij werd na een val ten gevolge van een duw van een tegenstander opgevist voor de finale. In die finale die door zijn landgenoot Ruben Verheyden werd gewonnen, eindigde hij zevende.
Begin februari 2024 verbeterde Vanoppen in Boston het Belgisch indoorrecord op de mijl van Christophe Impens naar 3.53,98. Een week later verbeterde hij op dezelfde plaats dit record naar 3.52,66. Met deze prestatie verzekerde hij zich van deelname op de 1500 m aan de indoorwereldkampioenschappen in Glasgow.
Clubs
Vanoppen is aangesloten bij Atletiekclub Westerlo, een onderafdeling van Atletiekclub Herentals. Daarnaast studeert hij sinds 2022 in de Verenigde Staten aan de Wake Forest University in North Carolina, voor welke universiteit hij uitkomt in de NCAA-competitie.

## Persoonlijke records
Outdoor
| Onderdeel | Prestatie | Datum         | Plaats          |
| --------- | --------- | ------------- | --------------- |
| 1500 m    | 3.36,78   | 28 april 2024 | Charlottesville |
| 3000 m    | 7.38,96   | 9 Juli 2025   | Cork            |
| 5000 m    | 13.17,53  | 24 mei 2025   | Zagreb          |

Indoor
| Onderdeel | Prestatie    | Datum            | Plaats  |
| --------- | ------------ | ---------------- | ------- |
| 1 mijl    | 3.52,66 (NR) | 10 februari 2024 | Boston  |
| 3000 m    | 7.48,68      | 28 januari 2023  | Clemson |

## Palmares

### 1500 m
- 2020:  BK AC - 3.47,91
- 2021: 7e  EK U23 in Tallinn - 3.41,06
- 2022: 4e NCAA kampioenschap in Eugene - 3.46,04
- 2024: 6e in reeks WK indoor - 3.50,70
- 2024:  BK AC - 3.43,80

### 3000 m
- 2021:  BK indoor AC - 8.24,44

### veldlopen
- 2018: 84e EK U20 in Tilburg
- 2021:  BK korte cross in Laken
- 2023:  Warandeloop in Tilburg